# 川上喚濤
川上喚濤（かわかみかんとう）は、トキ保護の元祖。佐渡の文人。新潟県佐渡市和木の初代宮選戸長、県議などを務めた。主な功績は水産組合の設立、加茂湖のカキ養殖、弾崎灯台建設、竹の産業化、トキ保護の先駆など、地方産業と文化の振興に貢献した。孫に川上太左英（京都大学名誉教授）、孫婿に神蔵翠甫（書家）、中山輝也（起業家）がいる。

## 年譜
安政3年（1856年）誕生。8月3日、新潟県佐渡郡金沢村（現在の佐渡市金井）泉字畑田、川上田之吉（吟風）の長男として生まれた。実父の田之吉（吟風）は賢吉が生まれる以前に他界した。また「5月1日生 （佐渡・泉 太左ェ門・吟風之長子）」という説もある。賢吉（喚濤）は川上家六代目で医師の川上文興の養子となった。
※誕生秘話：川上家宗家太郎左ヱ門の以文老人（二井屋）に男子の生まれる事を祈り根岸より来たる賢吉の母の床の下に本人の知らぬように斧を入れて置いたという。
慶応2年（1866年）11歳で母、他界する。
明治元年（1868年）13歳、中興村（現在の佐渡市中興）西蓮寺住職の本間雲湫から漢学・儒学を習った。
明治6年（1873年）18歳、11月10日、相川県より二宮村郷学校助読を拝命した。
明治8年（1875年）20歳、4月、文興が他界し家督を相続する。
明治10年（1877年）21歳、4月、雑太郡和泉村の地租改正委員・学務委員に選任された。
明治11年（1878年）22歳、二宮村長木の渡辺 玉梅斉一興宗匠につき、正風遠州流挿花と小笠原流礼式を学んだ。4月16日、佐渡三郡公立第九番・十番・三十番・三十七番小学校の学務委員を拝命する。
明治12年（1879年）24歳、「自宅の庫（三間半に三間の倉）にて政談演説の稽古をせしが、かなりやれると思って相川の学校でやった。全然駄目であった。演説の稽古は人が狂人と思う時代である」という回顧録あり。
明治13年（1880年）25歳、3月、赤泊港より出発し、寺泊・直江津・富山・金沢・福井・彦根・伊勢・奈良・吉野 ・高野から大阪・四国の各地・広島・岩国・岡山・神戸・京都・滋賀・東海道一帯・鎌倉・横須賀・東京・日光・前橋・草津・渋川・長野などの産業、風俗、社会情勢を巡見、神社仏閣に詣で9月に帰島した。佐渡でも鵜飼郁次郎らによる自由民権運動が盛んであり、賢吉もこの運動に参加していた。越佐海底電線敷設の急務を鵜飼郁次郎らと唱えた。
明治14年（1881年）26歳、河原田（現在の佐渡市佐和田）本田寺住職鈴木無涯禅師のもとで禅を修業した。
明治15年（1882年）27歳、1月7日、新潟県第十六中学区の学務委員を拝命する。9月13日、和泉村外三ヶ村の村会議員に当選する。
明治16年（1883年）28歳、3月24日、佐渡三郡併合会議員に当選する。佐渡に初めて馬鈴薯を試作する。トミと結婚。 川上トミは不安定な時代のなか家の切り盛りや喚濤の妻としてのつとめをし、子供や孫たちを育てあげ1949年（昭和24年）4月26日、90歳老衰で他界した。
明治17年（1884年）29歳、2月3日、佐渡三郡学務委員総理幹事に当選する。8月15日、長男可一（喚昔）誕生。9月27日、雑太郡和泉村の村会議員に再選する。12月27日、新潟県より、学務委員としての功労を認められ褒賞された。河原田（現在の佐渡市佐和田）本田寺住職の鈴木無涯禅師のもとで禅を修業した。
明治18年（1885年）30歳、1月18日、新潟県会議員に当選するが、即日辞表を提出した。この辞表は中奥の植田六方（植田旅館）にて立野北條勤に書かせたとのこと。2月16日、雑太郡和泉村の村会議員に再選する。同日、和泉三ヶ村水利土工組合議員に当選する。4月21日、広間町外396ヶ町村会議員に当選。6月20日、和泉小学校の学校基本金に多額の寄付（50円）をして、県令篠崎五郎から褒賞された。9月19日、佐渡三郡勧業委員に任命された。加茂村馬首に居を移す。この時当時の農商務省水野技官の講話から鯣・干鱈などの海の産物の重要性に気付いた。
明治20年（1887年）32歳、3月29日、新潟県加茂郡馬首村外11カ村の組合戸長兼登記事務嘱託となり、この時より佐渡市和木に住むことになった。村松の藤木より「官林を売りて残金を欲しい」という依頼を受けたが、喚濤は私利を求めず公平に売却した。
明治21年（1888年）33歳、2月20日、椿村罹災火覆民救助で県知事より報奨される。7月9日、日本赤十字社に寄付慈恵員として総裁より報奨される。10月1日、佐渡陸水物産共進会審査員に任命され、江戸時代の佐渡の国産について調査した。その結果、竹の経済的有利性に気付き、竹の栽培普及を提唱した（会長より3円の慰労金受けるとの記述あり）。11月、相川町広間小学校で佐渡陸水物産共進会を開催。11月2日、加茂郡馬首村外9ヶ村戸長所内地押調。知事より報奨される。12月15日、準判任官7等。
明治22年（1889年）34歳、2月20日、加茂郡馬首村外9ヶ村戸長所内地押調（賞輿7円との記述あり）。6月2日、大日本水産会第三回品評会で、内浦海産会社から出品された佐渡鯣が4等賞を受賞。6月18日、市町村制実施により戸長解職し、村長事務取扱要嘱。7月1日、地元の有志に呼び掛け、内浦海産合資会社を設立した。この頃から、佐渡の烏賊釣り技術の教授のため石川・京都・島根・長崎・宮崎・青森鳥取の各府県へ実業教師を派遣し始める。
明治23年（1890年）35歳、3月28日付、佐渡三郡役所岩間改養より「改良船漁獲品代9円38銭」の請求書あり。4月、酒田・秋田・青森の水産業を視察。東京に出て内国勧業博覧会を縦覧した。6月30日、佐渡中央線改築費を寄付し知事より褒賞された。7月10日、第3回内国勧業博覧会改良鯣（するめ）を出品し進歩三等賞を受ける。12月11日、第2回佐渡水陸物産共進会出品誘説員を嘱託。
明治24年（1891年）36歳、大阪燐寸界泰計清水誠を招き、白瀬川北岸に大きな水車を作り燐寸の軸木を製造する。用材は秋田・山形より買う計画を立てる。2月19日、佐渡水陸物産共進会審査委員を嘱託。3月26日、第2回佐渡水陸物産共進会審査委員の慰労金3円受ける。7月、島根県庁より矛魚釣伝習生3名嘱託。12月27日、大日本水産会より地方通信委員を嘱託。
明治25年（1892年）37歳、北海道向けつなき栗を作る。4月2日、佐渡水産会を設立。佐渡全域の鯣の品質向上を目指した。10月8日、大日本水産会より地方通信委員、勉栃幹事長より感謝状及び有用図一部、受ける。
明治26年（1893年）38歳、和木で酒造業を創立（清酒「和木川」）。
明治27年（1894年）39歳、佐渡市新穂の応水園中川収之宗匠から俳諧を習い、終生俳句を作った。3月20日、第3回佐渡水陸物産共進会審査委員を嘱託。5月24日、第3回佐渡水陸物産共進会審査委員の感謝状と金一封を受ける。
明治28年（1895年）40歳、7月11日、第4回内国勧業博覧会改良鯣（するめ）を出品し進歩二等賞を受賞。
明治30年（1897年）42歳、5月14日、第2回水産博覧会出品奨励委員を嘱託。10月12日、第2回水産博覧会出品奨励委員として新潟県より出品。奨励金として20円受ける。11月12日、第2回水産博覧会に改良鯣を出品し有功三等賞を受賞。
明治31年（1898年）43歳、4月16日、第2回水産博覧会出品。奨励特志の座を以て報奨される。
明治32年（1899年）44歳、東蒲原郡の小日山健次郎という炭焼きを雇い木炭の改良を計る。後日、平松の平野仁吉・白瀬新田の辻仁作両人に炭焼きを教える。浜野喜作の如き木炭教師も出るに至る。
明治33年（1900年）45歳、3月15日、佐渡郡鯣同業組合議員に当選。3月22日、佐渡郡鯣同業組合長に当選。相川町の森知幾等と佐渡鯣同業組合を結成し、佐渡鯣の声価を全国的に高めた。鷲崎に弾崎海軍望楼建設に尽力した。新潟流末工事に於いて藻柴・粗朶・小杭の請負を畑野の土屋杢太郎と提携した。
明治33年（1903年）48歳、3月13日、佐渡郡鯣同業組合評議員に当選。7月、伏木・敦賀・京都・大阪・神戸・岡山・津山・松江・境・隠岐・城崎・宮津・舞鶴の水産業・商業を視察し、大阪で開催中なる水産博覧会を視察した。帰途、東海道各地や東京方面を視察したとの記述あり。東京の宇佐美英太郎と懇意になり、子規・泉水・高濱虚子等の新俳諧を研究した。
明治38年（1905年）50歳、2月25日、息子可一が村松歩兵連隊へ入営する。
明治39年（1906年）51歳、5月1日、佐渡水産組合評議員に当選する。
明治40年（1907年）52歳、この頃、萩野由之、岩木擴等と共に「佐渡国誌」の編集に携わる。馬首学校区内に於いて生花と礼儀作法を教授した。毎週日曜日に無報酬で行ったとの記述あり（中山史郎：談）。
明治41年（1908年）53歳、1月16日、長野市で開催した1府13県閉総合共進会に出張した途次、諏訪の寒天製造地を視察。東海道・京阪・神戸・広島・下関・博多・長崎・壱岐・対馬・大分等を経て瀬戸内海の水産業を視察した。2月22日、佐渡水産組合評議員に再選する。9月13日、長野県主催・総合共進会の陳列及び売店の準備委員として出張した。9月、前橋市より宮城県に入り青森方面の産業を視察した。このとき両津の伊藤底太郎同伴との記述あり。
明治43年（1910年）55歳、3月31日、佐渡水産組合評議員に再選する。9月26日、群馬県主催・総合共進会の陳列及び売店の準備委員として出張した。
明治44年（1911年）56歳、4月10日、佐渡生産物調査委員を嘱託する。5月4日、当時「竹林翁」の異名を誇っていた岐阜県の坪井伊助に従って佐渡郡内各地を巡回調査し、竹林栽培保護の実地指導を受けた。10月1日、茨城・福島・宮城・岩手・青森・山形各県の水産業を視察した。
大正元年（1912年）57歳、5月26日、佐渡教育会特別会員に推薦される。11月21日、佐渡郡竹林自然枯調査委員を委嘱された。12月19日、郵便貯金奨励に尽力した功績で新潟逓信管理局長より感謝状を受ける。志賀重昴が来島し、外海府方面を案内した。川上可一を東京醸造試験所講習に派遣した。喚涛は『裏日本』と称することをきらいたり、の記述あり。
大正2年（1913年）58歳、3月23日、佐渡水産組合評議員に再選。4月10日、佐渡水産組合の副組合長に当選。9月25日、富山県主催・総合共進会の出品陳列及び売店の準備委員を嘱託。 9月、共進会の出品陳列の準備委員として富山県へ出張した際、長野・愛知・京都・三重・岐阜各県の竹林及び竹細工を視察した。
大正4年（1915年）60歳、この年、朝鮮の京城で竹の移植を計画した。是より先、実際に京都より京城（38度線）へ竹苗の移植を企てたが、成功しなかったとの記述あり。1月5日、佐渡郡加茂村の村是調査委員を嘱託。3月19日、衆議院選挙・新潟県佐渡郡選挙区の選挙立会人となる。11月5日、日本醸造協会主催、第5回酒類品評会に於いて「清酒和木川」が三等賞を受賞。
大正5年（1916年）61歳、3月20日、佐渡水産組合評議員・第4回改選で再選。3月28日、佐渡水産組合の組合長に当選。7月7日、東宮が軍艦生駒にて来島。皇太子が来島の際、或る新聞が「絶海の孤島に行幸云々・・・」と報じたのを見て、喚涛は「皇土の地を絶海の孤島とは何事か」と叱ったという。
大正6年（1917年）62歳、北陸四県総合水産懇談会に出張の途次、各地を視察した。5月、大日本山林会地方委員を嘱託。9月20日、大日本山林会 第27回大会委員として感謝状を受ける。
大正7年（1918年）63歳、石川県金沢市に出張の途次、永平寺を参詣。 このあと福井市を視察した。2月20日、新潟県水産組合連合会代議員に推薦された。3月11日、大日本山林会の特別会員となる。
大正8年（1919年）64歳、3月28日、佐渡水産組合長満期退職記念として「斑紫銅水差」を授かる。5月19日、新潟県水産組合連合会から、それまでの功績が認められ「水産功労者」として表彰された。このとき銀杯を授かる。5月19日、佐渡竹林改良指導員を委嘱された。
※この年、吉井小学校に東宮が同校児童の合同体操を台覧した記念として東宮行啓記念碑が建てられた。この東宮行啓記念碑は吉井村が両津と金井に分村したために碑は金井、台座は両津に分けられ保存されている。12月、2万燭光の弾崎燈台が竣工した。
大正9年（1920年）65歳、4月29日、佐渡水産組合代議員に再選。5月25日、佐渡水産組合評議員に当選。
大正10年（1921年）66歳、北陸四県水産懇談会出席のため富山市に出張の途次、飛騨の高山・岐阜市を視察。4月、新潟県水産組合連合会代議員に当選。8月16日、帝國水難救済会へ金円寄附に付き木杯を授かる。
※この年7月、萩野由之「佐渡人物誌」を発行。川上喚濤も編纂に尽力せるとの記述あり。
大正11年（1922年）67歳、北陸四県水産懇談会出席のため福井市に出張。11月6日、第2回佐渡物産共進会より「水産功労者」として表彰され銀杯を授かる。
※この年、萩野由之が「佐渡先哲遺墨集」を発行した。
大正12年（1923年）68歳、1月20日、第1回佐渡山林会総会に於いて評議員に当選。5月23日、佐渡水産会総代会議員第1回選挙に於いて第16区議員に当選。7月18日、新潟県水産会臨時総会に於いて県水産会委員を嘱託。
※この年7月、中山トンネル180間が開通した。工費12万円との記述あり。現在の中山トンネルは1989年（平成元年）に路線を変更して727メートルとなっている。9月1日、関東大震災が発生。田辺尚雄が来島し、鬼太鼓を天下に紹介した。
大正13年（1924年）69歳、新潟県水産組合連合会の代議員に就任した。12月5日、佐渡水産会より水産組合議員精励の感謝状と金時計を授かる。12月26日、佐渡水産会副会長に当選。この年2月3日、萩野由之が没した。
大正14年（1925年）70歳、7月、両津町の医師竹中成憲が没した。12月21日、中川十左衛門が両津町で「佐渡タイムス」を創刊。
昭和2年（1927年）72歳、6月20日、佐渡郡水産会総代会議員・第2回選挙第16区議員に再選。7月21日、佐渡郡水産会特別議員に推薦。8月8日、佐渡水産会副会長に再選。8月20日、佐渡郡山林会評議員に再選。佐渡郡水産会会長に就任。
昭和3年（1928年）73歳、7月4日、佐渡郡農会より農業精励地方啓発貢献が認められ表彰される。11月、「重要竹林経営法」を佐渡史苑社より出版し、佐渡における竹林経営の仕方について説いた。
昭和4年（1929年）74歳、4月28日、喚涛に孫「ハシヨ」が誕生。万代橋と両津橋の竣工にあやかってこの名前をつけたという。
昭和6年（1931年）76歳、水産会会長在任中、小比叡より買種した食用蛙を郡内（四日町海岸、新穂青木、潟上後藤与作附近、河崎村椎泊、内浦和木と浦川）の池などに繁殖した。6月20日、佐渡水産会総代会議員、第3回総選挙に於いて第16区議員に三選。10月17日、平泉小学校創立50周年記念功労者として表彰、銀杯を授かる。11月18日、佐渡郡山林会総会に於いて評議員に三選。12月27日、佐渡水産会特別議員に推薦され、会長に当選。12月、新潟県水産会議員に当選。
昭和9年（1934年）79歳、7月15日、内浦漁業組合名誉組合長に推薦される。市橋美治が来訪。7月21日午前4時、泉にて逝去。喚涛が生前に「無尽の宝庫」であるといっていた海を前にした和木の海岸で、佐渡郡水産会葬が執り行われた。
- 辞世の句

「先つさらば暫時昼寝致します」
「貰った寿命はいくつたか志らぬ言ふて置きたい事たらけ」
昭和11年（1936年）7月21日、川上喚濤追念碑を建立。山本悌二郎が揮毫。

## 功績
- 佐渡に於ける御陵墓御遺跡に関する調査研究
- 青年時代佐渡に於ける政党の組織並に其成長伸展
- 佐渡水産界および日本水産界に功労
- 佐渡山林業並に竹林業発展に功労
- 佐渡の通信交通機関改善発達に功労
- 佐渡各地に於ける治水灌漑土地開墾指導に功労
- 佐渡考古学会の大家にして其道に功労
- 佐渡地史学及民俗史研究の権威者
- 佐渡に於ける古美術工芸研究に功労
- 佐渡先哲及義民事蹟研究に功労
- 正風俳諧及正風遠州流生花の大家にして之を社会教育に活用

## 系図
- 【川上喚濤の先代】

川上喚濤（賢吉）は、安政3年（1856年）8月3日に和泉村（佐渡市泉）字畑田の川上太左衛門家に田之吉の長男として出生した。母ミノは同村荒貴の根岸こと北見与右衛門家の出である。彼は本名賢吉のほか、喚濤（かんとう）・文馨（ぶんけい）・白水庵（はくすいあん）などとも署名した。
川上太左衛門家は和泉村の旧家太郎左衛門の分家で通称二位屋と呼ばれ代々農業を営んできたが、文和・文興などの医者や学者を輩出した家でもあった。医師として高名だった文和は初代太左衛門の五男で、子供の頃河原田の医師上原某に養われたが、長じて養家を出て新町村（佐渡市新町）山本雪亭（子温）らとともに京都に上がり那波魯堂に入門、さらに安永9年（1780年）には大阪に出て頼春水に師事し、その後長崎に行き医術を修めて生業とした。
文和は、長崎で真宗別院大光寺住職の娘と結婚、文化9年（1812年）54歳で同地に没した。二人の間には子は無く、妻は出家して春林院と称したが、のちに文和の遺骨をもって和泉を訪れ、菩提寺の正法寺に埋葬した。文興は同家四代勇次郎の次男で幼名を幸蔵といい、弘化2年（1845年）長崎にいた春林院の斡旋で同所の名医鳩居巣補について医術を修め、のち豊後日田の広瀬淡窓の咸宜園で儒学を学んだ。安政3年（1856年）長兄田之吉が懐妊している妻ミノを遺して病没したため、文興は安政5年に佐渡の生家に呼び戻され、ミノと結婚して家督を相続することになった。このとき田之吉の遺児である喚濤は2歳になっていた。
- 【幼時から青年期の喚濤】

喚濤は12歳のときに中與の西蓮寺住職本間雲湫について儒学を、21歳のときには長木の玉梅斎一興宗匠（本名渡辺啓一）に正風遠州流挿花と小笠原流礼式を学んだ。23歳のとき二宮は中原の本田寺住職鈴木無涯のもとで禅を修行し、さらに36歳のときには新穂の応水園中川収之について俳諧を学ぶと、喚濤の俳号で終生俳諧を友とした。
喚濤が広く社会に目を向け、政治や経済に関心を抱くきっかけとなったのは、明治13年（1880年）24歳のときの約半年に渡る長期旅行であった。春3月に佐渡の赤泊港から越後の寺泊に渡り9月に帰国するまで、富山・金沢・福井・彦根・伊勢・奈良・大阪・四国・広島・岩国・岡山・神戸・京都を回り、東海道を経て東京に出ると、さらに日光・前橋・長野を見聞して歩いた。この旅行は、それまで佐渡しか知らなかった喚濤をあらゆる面に於いて開眼させることとなった。
明治13年（1880年）当時は自由民権運動が盛んな頃で、中央では板垣退助らが中心になって「愛国社」を「国会期成同盟」と改称し、越後では山際七司や島田茂らが国会開設建言書を元老院に提出して即時国会開設を要求していた。政府は集会条例を発してこれを弾圧し、東京・大阪はもとより全国各地で民権派と官憲の衝突が勃発した。佐渡でも前年羽生（鵜飼）郁次郎が島を代表して国会開設要求書を提出、越後民権派と連携して運動を盛り上げていた。その結果、明治13年（1880年）9月には「佐渡三郡親睦会」の名のもとに自由民権運動が盛り上がっていた。
ちょうど喚濤が旅行から帰国した頃である。政府はこれに屈して翌明治14年（1881年）の政変を機に「国会開設の詔」を出して譲歩した。多感な青年期にあった喚濤は、神社仏閣の参拝よりも、この激しい自由民権運動の動きに多大な影響を受けたに相違ない。帰国後、喚濤は橘善吉・石塚秀策・植田五之八ら金沢村の民権派とともに三郡親睦会に身を投じ、羽生郁次郎らと行動を共にするようになった。喚濤自筆の名刺の裏書につぎのように記されている。先是与橘善吉・石塚秀策・植田五之八・鵜飼郁次郎等共唱民権自由之説、東奔西走尽力（これより先、橘善吉・石塚秀策・植田五之八・鵜飼郁次郎らとともに民権自由の説を唱え、東奔西走尽力す）
その頃撮影したと思われる1枚の写真が金井の中興の石塚与十郎家に残っている。また橘善吉家には、善吉が政治活動で処罰されたことを記した記録が残っていて、これも同じ時期のものと思われる。石塚与十郎家には山際七司ほか数名の秀策宛書状も残っており、越後の自由民権派の働きかけがあったことが知られている。明治23年（1890年）になって、明治14年（1881年）の「国会開設の詔」で約束された国会がようやく開設され、佐渡における自由民権運動も鎮静化に向かっていった。
明治18年（1885年）になると、喚濤は推されて新潟県会議員選挙に出馬、30歳で当選を果たした。喚濤はかねてより「政治は人民のためのものでなければならぬ」と考えていたが、いまそれを具現する場を与えられたのである。しかし、喚濤は自らその場を放棄した。親戚の者たちから「賢吉（喚濤）は気前がよいから（政治活動に没頭すると）家産をなくする」と意見され、辞退を余儀なくされたと伝えられている。喚濤はこれ以後政治から離れ、もっぱら佐渡の産業や教育に尽力することになった。
- 【島の産業近代化の指導者】

明治18年（1885年）、喚濤は佐渡三郡勧業委員に任命された。勧業は明治政府の重要政策の一つであったが、それは同時に佐渡の産業発展に尽くすことにもなる。
喚濤は「何をすればよいか」今後佐渡の歩むべき道を熱心に考えた。明治20年（1887年）3月にこれまで縁もゆかりもなかった加茂郡馬首村ほか11か村の官選戸長、いわゆる連合戸長に任ぜられ、和木に転任した。これは郡長からこの地方の水産をはじめとする産業開発の衛にあたるようにとの打診を受けて実現したものである。
喚濤が勧業委員になって間もないころ、農商務省馬水野某が来島してスルメ（鯣）・ヒダラ（干鱈）の改良と漁業振興の講和をしたのを聞いて「佐渡人としては農事の改良抔に汲々としているべきでないとつよく心に銘じた（佐渡水産組合と川上賢吉の悪因縁）」と述懐している。
佐渡は江戸時代からスルメの大産地として知られ、第一の国産品であったがスルメの生産者である四十物（あいもの）師の組合はあっても、それは奉行所が運上（税）を取り立てるための組織で、自主的に品質の向上をはかって販路を拡大しようとする性質のものではなかった。かつて水野の講和を聞いていた喚濤は、戸長に任命されたのを幸いに佐渡最大のイカ（烏賊）漁場である両津湾岸の和木を拠点して懸案の解決に取り組む決意をしたと思われる。
和木に移住した喚濤は、早速スルメ専門の水産技師河原田盛美から指導を受け、明治22年（1889年）に自ら内浦海産会社を設立し改良スルメの製法の研究と販路拡張に取り組んだ。そしてこの年早くも大日本水産会第3回品評会で4等賞、翌年には第3回内国勧業博覧会で3等賞、明治28年（1895年）同博覧会で2等賞を受賞し、佐渡スルメの評価を不動のものにした。
この間、佐渡水陸物産共進会の審査委員を務め、明治24年（1891年）には大日本水産会の地元委員となり、同年島根県の委嘱で同県の伝修生を受け入れて、佐渡のイカ漁法とスルメ製法の優秀さを全国に広めた。明治25年（1892年）に佐渡水産会社を設立するが、それはこれまでの内浦海産会社だけでは佐渡の水産物全体の評価を高めることができないと判断したからで、外海府・前浜・西浜なども含め全島組織に発展させるためであった。
明治33年（1900年）、喚濤はこの趣旨をさらに発展させるため、赤泊の羽豆満平、姫津の西野三蔵、沢根の金子芳太郎、相川の古跡総四郎、五十里の大坂利八、小木の風間勝蔵・伊藤庭太郎らと共に発起人となり「佐渡郡鯣同業組合」を結成し、組合長に選出された。
喚濤は当時東京水産講習所を卒業して帰郷していた相川の森知幾を組合長に推薦したが、組合長は満1年以上地域内の営業に従事しない者は無資格という組合規約があったため、森が資格を得るまでの間という条件付で引き受けたのであった。
以後、佐渡水産組合長や新潟県水産組合連合会・佐渡水産組合などの代議員や評価員の要職を歴任し、大正8年（1919年）新潟県水産組合連合会から功労者として表彰された。喚濤の長年の努力によって、佐渡の水産物年産額は昭和9年（1934年）ついに150万円に達するまでになった。
- 【弾崎灯台の建設】

イカ漁場は両津湾の漁師にとって最も重要な漁場であったが、漁期が冬のため当時は気象情報が不十分なうえ、小型漁船が多かったことから海難事故が多かった。そこで喚濤は灯台の必要性を痛感し、鷲崎先端の弾崎に灯台を建設する運動に取り組んだ。
耕地の少ない鷲崎地区で2500坪の用地を寄付によって確保するのは至難であったが、寝食を忘れて遭難者の遺族を訪問し遭難状況を調査して建設実現に奔走する喚濤の尽力に感じ入り、土地所有者たちもついに同意したのである。たまたま大正4年（1915年）3月に北海道小樽区藤山要吉所有の松島丸が弾崎東方の矢崎で遭難した。矢崎付近は昔から航海の難所で、これまでにも何度となく海難事故があったのだが、この事故で灯台建設の気運は一気に盛り上がり、建設運動は大きく前進したのである。そして大正5年（1916年）4月、佐渡商船株式会社社長土屋六右衛門ほか18名が灯台建設を申請、2年後の大正7年（1918年）、当局はようやくその必要性を認めて予算措置を講じた。
- 灯台が設置されたのはもと望楼のあった場所で、周辺の2473坪の静間龍蔵ほか43人の所有であった。こうして大正8年（1919年）12月1日、2000燭光の灯台の初点灯が実現した。

- 【竹林翁としての喚濤】

喚濤の業績の重要なものに竹林造成がある。喚濤の著書に「重要竹林経営法」があり、そこには竹の種類・植え付け・施肥・病気・花自然枯れ対策・竹の利用法・竹林組合の必要性などの項目のほか、自作の俳句、佐渡の竹に関する諺・民謡・俗謡までも収められている。このほかにも「実地経験応用自在　重要竹林経営法」の著書がある。ともに喚濤自身の体験が基になっている。竹の栽培普及に取り組んだのは明治21年（1888年）秋の佐渡水陸物産共進会審査員になったときからで、江戸時代の佐渡の国産品について調査した結果であった。
喚濤は、明治から昭和初年（1926年）までの竹の価格と米相場を比較して、当時1尺周りの竹4本で米1斗の値段に相当するとして、」その有利性を強調している。また「竹林翁」の異名を持つ坪井伊助から指導を受け、明治44年（1911年）には博士に随行して佐渡の竹林を調査し、自らも実際に全国的に著名な竹の産地を歩いて栽培法を研究している。
- 【そのほかの業績】

喚濤はまた、佐渡ではじめて馬鈴薯（二度薯・ジャガイモ）の栽培を試みた人でもあった。明治24年（1891年）10月発行の「北溟雑誌」の「始めつくし」に、「二度薯の始め川上賢吉（喚濤）明治16年（1883年）」とある。ちなみに明治16年（1883年）は喚濤が27歳で、まだ泉に住んでいた頃である。喚濤はこの他にも、黒木の御所の保存整備・平泉小学校の創設・泉沖沼川掘削工事・越佐間の海底電線敷設運動・歴史の研究など多くの業績が数えられている。
- 【川上喚濤の最期】

昭和9年（1934年）病を得た喚濤は、泉の自宅で療養していたが、亡くなる少し前の6月5日の夜間、突然起きて半切（はんせつ）の和紙に「まづさらば暫時（しばらく）昼寝致します　七十九翁　喚濤」としたためた。死期が近づいたのを察したのであろう。腹膜に水がたまり、6月23日には川上医師によって3升5合の腹水がぬきとられた。病床にあっても、見舞いの来訪者に頼まれて揮亳したりしたが、7月に入ると衰弱が激しく筆を持つことも出来なくなり、ついに7月21日、長男可一ほか子供や親類たちに見守られ永眠した。

## 川上喚涛の文献
- 漁村維持法
- 郷土芸術
- 暁鶏声
- 元禄年中旧記と共に慶長年中古文書伝来の大略
- 考古学上金丸郷研究
- 佐渡と木食上人
- 佐渡と木食上人（直筆）
- 佐渡国寺社帳発行を促す
- 朱鷺の研究
- 昭和6年と昭和7年の考古学会に就いて
- 昭和6年古文書発見報告
- 職権と職責
- 竹林のこと
- 童謡の栃餅に就いて
- 矢田先生の「佐渡方言集」に就いて
- 鷲崎貝塚発掘の記
- 私の考古学入門暗記帳
- 西三川の砂金について
- 重要竹林経営法
- 佐渡日報十月五日号を読んで（上）
- 小倉大納言卿と高安寺の由来
- その他

## 川上喚涛に関する出版物
- 川上喚濤と北見喜宇作（矢部義雄）
- 越佐の埋み火（新潟日報社）
- 逝ける喚濤（川上可一）
- 佐渡の竹林翁（池田哲夫）
- 続佐渡酒誌（新潟県酒造組合佐渡支部）